# Hymenoepimecis atriceps
Hymenoepimecis atriceps là một loài tò vò trong họ Ichneumonidae.